# Pandinops
Genre
Pandinops est un genre de scorpions de la famille des Scorpionidae.

## Distribution
Les espèces de ce genre se rencontrent en Afrique de l'Est.

## Liste des espèces
Selon The Scorpion Files (13/08/2025) :
- Pandinops bellicosus (L. Koch, 1875)
- Pandinops boschisi (Caporiacco, 1937)
- Pandinops colei (Pocock, 1896)
- Pandinops eritreaensis (Kovařík, 2003)
- Pandinops friedrichi Kovařík, 2016
- Pandinops platycheles (Werner, 1916)
- Pandinops pococki (Kovařík, 2000)
- Pandinops pugilator (Pocock, 1900)
- Pandinops sahil Kovařík, 2025
- Pandinops turieli Kovařík, 2016

## Systématique et taxinomie
Ce genre a été décrit par Birula en 1913 comme un sous-genre de Pandinus. Il est élevé au rang de genre par Kovařík en 2016.

## Publication originale
- Birula, 1913 : « Arachnologische Beiträge. III. Ueber Pandinus (Pandinops) peeli Poc. und seine Verwandten. » Revue Russe d’Entomologie, vol. 13, no 3/4, p. 419–422 (texte intégral).